# Кяміль Рустамбеков
Кямиль Аслан огли Рустамбеков (азерб. Kamil Aslan oğlu Rüstəmbəyov; 7 грудня 1924, Баку — 29 грудня 1991, Баку) — радянський і азербайджанський кіно- і телережисер, сценарист.

## Біографія
У 1953 році закінчив Бакинський театральний інститут. З моменту початку роботи Бакинського телебачення в 1956 році, працював відповідальним редактором, був одним з перших творців азербайджанського телебачення. Пізніше був старшим директором, генеральним директором Бакинської телевізійної студії (1956—1966), художнім керівником і директором Азербайджанського ТВ ЦТ СРСР в 1982—1985 роках. Створив ряд цікавих програм на Азербайджанському ТВ ЦТ СРСР.
У 1960 році вперше в історії азербайджанського телебачення створив повнометражний художній фільм за поемою «Самгун» Самеда Вургуна. Працюючи на телестудії «Zəncirlənmiş adam», випустив ряд повнометражних і короткометражних телевізійних і документальних фільмів, кіноконцертів.
У 1966 році К. Рустамбеков був запрошений на постійну роботу на кіностудію «Азербайджанфільм». Режисер кіностудії «Азербайджанфільм» в 1978—1982 роках.
Директор Державного комітету з телерадіомовлення Азербайджану в 1970-х роках. Був головним редактором телебачення в 1978 році
Був художнім керівником театральної кіностудії кіноактора, яка деякий час працювала на кіностудії «Азербайджанфільм».
Помер 29 січня 1991 року і був похований на старому кладовищі в Баку.

## Вибрана фільмографія
- 1960 — Айгюн
- 1964 — Людина і ланцюги
- 1967 — Поєдинок в горах
- 1971 — Останній перевал
- 1976 — Дервіш підриває Париж
- 1980 — Я ще повернуся